# Dobrá (Trenčianska Teplá)
Dobrá ist ein Ortsteil von Trenčianska Teplá in der Slowakei.
Dobrá liegt zwischen Trenčianská Teplá und Opatová nad Váhom. An der Straße Cesta I. triedy 61. Westlich des Dorfes fließt der Fluss Váh.

## Geschichte
Erstmals wurde der Ort 1310 in einer Urkunde erwähnt.
1549 wurde Juraj Antuš als Bürgermeister erwähnt. Damals hatte der Ort 30 Bauern.
1874 wurde im Ort eine Ziegelfabrik gebaut.
1956 wurde im Ort die Jednotné zemědělské družstvo gegründet.